# 抚松铁路
抚松铁路，又名临江林业局森林铁路，本线由鸭大线临江〜烟筒沟支线2.4公里四人把(二道站)处分叉，曲折东北行，先后经黑松、闹枝、大川、桦树、石河、大桥，于柳毛工区东北进入抚松县境，至吉林省白山市抚松县的长白山西站止，全长67.3千米，为单线非电气化窄轨铁路。其中起点至四人把站间长度3.7公里，为标准轨距换装线。

## 线路
本线前身是始建于1940年的二道至漫江线路。由二道站至吉林省白山市临江市桦树镇，全长48.7公里，由满铁通化建设事务所勘查设计，满洲土木株式会社承包施工。
钢轨每米12.5公斤，混砂道床，桥梁设计载重21吨，车站到发线有效长150米，路基宽度为3米。在32.9公里处建成长600米的斜面铁路，坡度为27.5‰，于坡口坡顶处设卷扬机一台，采用空车牵引、重车拧闸溜放办法克服100余米的高差。

## 历史
满洲土木株式会社于1943年在边设计边施工的情况下开工。在建成3.7公里标准轨距铁路后，于1944年7月建成轻便窄轨铁路39.75公里，到达西南岔车站。到日本投降时，建到桦树车站。共使用建筑费493万元〔伪满币），沿线木造桥梁22座、长520.5米，其中轨束梁2座、81米。木涵102座，435米。在四人把、西南岔建成木造机车库2栋，木造临时站舍6栋。
1944年建成投入临时运营后，由于坡度大、曲线多，工程质量低劣，不断发生列车脱轨事故，至日本投降时也未正式运营。
1945年抗日战争胜利后，临江人民政府利华林木公司接管了这条铁路。
1948年利华林木公司改为林业局，1949年延伸58公里，至王明（魏家）车站。

## 相关路线
早在国有铁路铺设之前，临江县境内的三岔子和临江五道沟，就先后铺设了森林铁路专用线。1916年，在三岔子修筑了转角楼至小东岔沟掌11.3公里和城墙砬子至双岔头8.84公里的两条官督民办的森林铁路，隶属“运木局”。1917年交付使用。无机车牵引，靠坡度滑行。1932年拆毁。1934年，鸭绿江采木公司将三岔子拆除的钢轨运到临江，1936年在县城东南老坡口至西小沟修筑了45公里长的森林铁路，1938年全线通车，1950年拆除。
三岔子林业局森林铁路，红旗至东风线由三岔子以北的红旗站起，先北行，经跃进以北转东北行，经卫星东北进入靖宇县境内，至东风站止。全长23公里。红旗至东风线始建于1934年，由利华采木公司三岔子分公司（三岔子林业局的前身）出资，修筑的平车运材线（无机车牵引），1936年全线通车。